# Hylomyscus pygmaeus
Hylomyscus pygmaeus (Kerbis Peterhans, Hutterer, & Demos, 2020) è un roditore della famiglia dei Muridi endemico della Repubblica Democratica del Congo.

## Descrizione

### Dimensioni
Roditore di piccole dimensioni, con la lunghezza della testa e del corpo di 56 mm, la lunghezza della coda di 76 mm, la lunghezza del piede di 14 mm, la lunghezza delle orecchie di 13 mm e un peso fino a 5,8 g.

### Aspetto
Le parti dorsali sono brunastre, la testa è più grigiastra. Le labbra superiori sono color crema. Le vibrisse sono lunghe e bianche. La coda è più lunga della testa e del corpo. Gli incisivi superiori sono proodonti

## Distribuzione e habitat
Questa specie è conosciuta soltanto in una località della Repubblica Democratica del Congo centrale.
Vive nelle foreste primarie stagionalmente alluvionate..

## Conservazione
Questa specie, essendo stata scoperta solo recentemente, non è stata sottoposta ancora a nessun criterio di conservazione.